# Gut Rothenburg

Gut Rothenburg um 1900

Gut Rothenburg ist ein ehemaliges Rittergut zwischen Daseburg und Warburg, südöstlich des Desenberges an der Klingenburger Straße 50.

## Geschichte
Das Gut gehörte im Mittelalter den Herren von Spiegel zum Desenberg und diente der Versorgung der Burgmannschaft auf dem Desenberg.
1588 vereinbarten die vier auf den Rittersitzen Rothenburg, Klingenburg, Übelgönne und Bühne ansässigen Zweige der Familie, sich gegenseitig beim Aussterben einer Linie im Mannesstamm als Erbe einzusetzen. Dadurch blieben alle vier Güter bis in die Neuzeit hinein im Besitz der Familie von Spiegel. Um 1860 hatte das Rothenburg eine Größe 651 Morgen. 1877 verstarb der damalige Eigentümer von Gut Rothenburg, Werner Friedrich Julius Stephan von Spiegel ohne männlichen Nachkommen. Derjenige aus der weit verzweigten Familie von Spiegel sollte das Gut erhalten, der zuerst das erloschene Herdfeuer anfachen konnte. Dieses gelang einem Nachfahren der Familie von Spiegel zu Werna am Harz. Daraufhin kam es in der Familie zum Streit, so dass 1891 die Fideikommiss aufgelöst und Rothenburg verkauft werden musste.
1895 kaufte der aus Hannover stammende Bankier Moritz Oppenheimer das Gut von den Freiherrn von Spiegel-Peckelsheim. 1896 verkaufte er das Gut weiter an den aus der Nähe von Hannover stammenden Landwirt Heinrich Konerding. Dieser ließ das alte Herrenhaus abreißen und durch eine neue Villa im Gründerzeitstil ersetzen. Heute wird es von dessen Nachfahren Christoph Konerding bewirtschaftet.